# Štandart
Lo Štandart (in russo Штандарт?) era il panfilo imperiale russo al servizio dello Zar Nicola II e della sua famiglia; fu il più grande panfilo della sua epoca: tra la fine del XIX e l'inizio del XX secolo.
Dopo la Rivoluzione russa la nave fu posta in un bacino di carenaggio fino al 1936, quando fu convertita in posamine.
Durante la seconda guerra mondiale ebbe un ruolo significativo nella difesa di Leningrado.

## Storia

### Panfilo imperiale
Lo Štandart fu costruito per ordine dello Zar Alessandro III, dal cantiere della Burmeister & Wain in Danimarca;
i lavori iniziarono nel 1893, fu varato il 21 marzo 1895 ed entratò in servizio all'inizio del settembre 1896.
Era armato come uno schooner a tre alberi, aveva tre ponti, due fumaioli e la prua come un clipper.
Lo Štandart fu dotato di ricche finiture, inclusi pannelli di mogano, lampadari di cristallo e altre amenità che rendevano la nave un palazzo galleggiante adatto alla famiglia imperiale russa che lo utilizzava per frequenti sortite lungo le coste del Baltico e della Finlandia.
Aveva trenta camere e una stalla per una mucca che assicurava latte fresco ai bimbi imperiali.
La nave operava con un equipaggio della Marina Imperiale Russa.
Durante il regno di Nicola II lo Štandart era comandato da un capitano della marina, anche se l'ufficiale comandante era un contrammiraglio.
Il suo comandante nel 1914 fu Nikolaj Pavlovič Sablin.
Nel 1907 lo Štandart si incagliò contro una roccia non segnata sulle carte, al largo della costa finlandese;
anche se danneggiata, la nave non affondò e fu rapidamente riparata e rimessa in servizio.
La famiglia imperiale russa era in vacanza sullo Štandart durante l'estate del 1914, quando ricevette la notizia dell'assassinio dell'arciduca Francesco Ferdinando, a Sarajevo.
Con lo scoppio della prima guerra mondiale lo Štandart fu posto in un bacino di carenaggio.
Il panfilo imperiale è citato nel film Anastasia dall'attrice Ingrid Bergman, che interpreta il ruolo dell'omonima Granduchessa.

### Posamine sovietico Marti

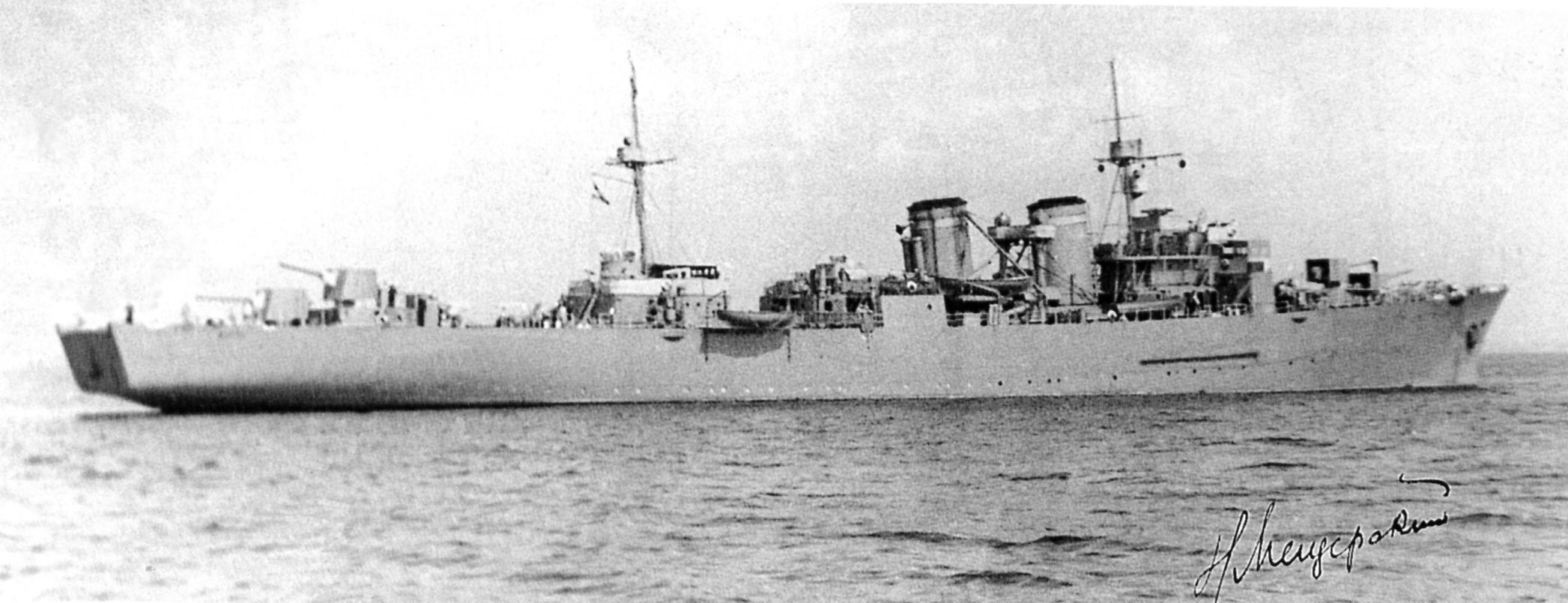
Posamine Marti nel 1942.

Dopo la caduta della dinastia Romanov lo Štandart fu spogliato dei suoi lussuosi arredi e adibito a servizio navale.
La nave fu ribattezzata Vosemnadtsatoe Marta (18 marzo) e in seguito Marti.
Nel 1932-1936 il Marti fu convertito in posamine dal cantiere Marti di Leningrado.
Durante la seconda guerra mondiale, il Marti prestò servizio nel Mar Baltico, posando mine e bombardando posizioni lungo la costa.
Il 23 settembre 1941 il Marti fu danneggiato in un attacco aereo a Kronštadt ma, successivamente fu riparato e rimase in servizio fino alla fine della guerra.
Dopo la guerra il Marti fu trasformato in una nave scuola e ribattezzata Oka nel 1957;
continuò il servizio con questo ruolo fino al 1963, quando fu demolito a Tallinn, in Estonia.

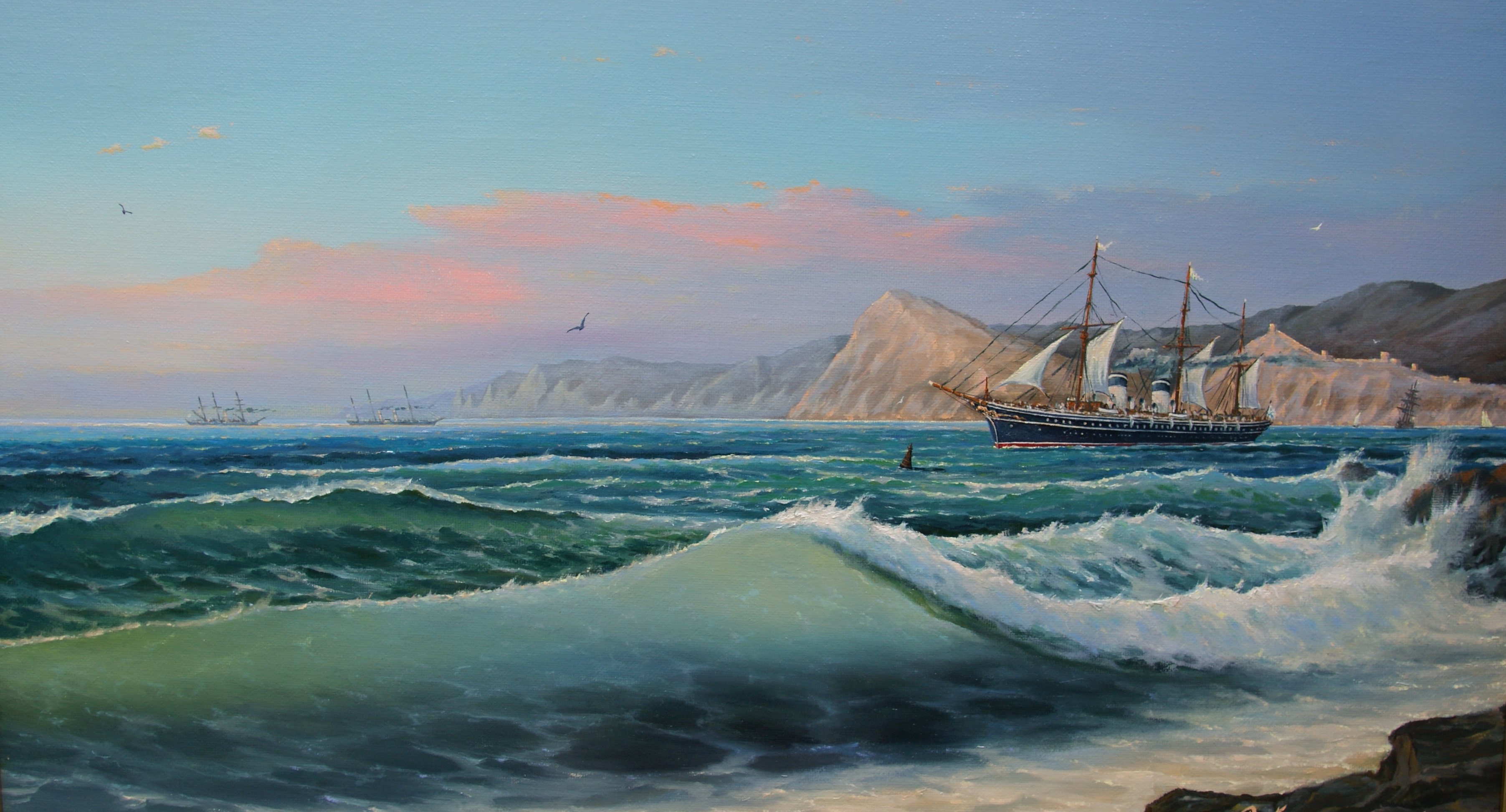
La Štandardt al largo della costa della Crimea, opera di Vladimir Kosov

## Precedenti panfili imperiali
- Alexandria
- Livadia
- Stella Polare (in russo Полярная звезда?, Poljarnaja zvezda)